# Emilio Burgos
Emilio Burgos (23 de febrero 1911 Madrid-Madrid, 20 de febrero de 2003) fue un escenógrafo español.

## Biografía
Uno de los grandes escenógrafos españoles del siglo XX, cursó estudios de Arquitectura que, posteriormente le servirían de ayuda en su futura profesión. Se inició en el arte de la escenografía de la mano de Cipriano Rivas Cherif y Felipe Lluch y en 1941 su dedicación fue ya profesional, con las obras El acero de Madrid y Falfstaff y las alegres casadas de Windsor en el Teatro Español. Fueron las primeras piezas de una lista que supera las trescientas a lo largo de 50 años de profesión.
Como innovaciones personales, cabe señalar que por primera vez en España utilizó una plataforma giratoria sobre el escenario en La dama duende (1942).
Entre las obras en las que colaboró, pueden mencionarse La malcasada (1947), de Lope de Vega, Desde los tiempos de Adán (1949), Historia de una escalera (1949), Hoy es fiesta, Un soñador para un pueblo (todas ellas de Antonio Buero Vallejo), Ha llegado un inspector (1951), de J. B. Priestley, Veinte y cuarenta (1951), de José López Rubio, Entre bobos anda el juego (1951), de Francisco de Rojas Zorrilla, Cyrano de Bergerac, Te espero en el Eslava, Don Juan Tenorio, de José Zorrilla, El cuervo (1957), de Alfonso Sastre, Alta fidelidad (1957), de Edgar Neville, El chico de los Winslow (1958), de Terence Rattigan, La casa de té de la luna de agosto (1958), de John Patrick, El glorioso soltero (1960), de Joaquín Calvo Sotelo, Los árboles mueren de pie y El caballero de las espuelas de oro (1961) y La dama del alba (1962), las tres de Alejandro Casona, Sentencia de muerte (1960), y Aurelia y sus hombres (1961), ambas de Alfonso Paso, La calumnia (1961), de Lillian Hellman, Dulce pájaro de juventud (1962), de Tennessee Williams, Todos eran mis hijos (1963), de Arthur Miller, No hay burlas con el amor (1963), de Calderón de la Barca, La tempestad (1963), de Shakespeare, Un mes en el campo (1964), de Iván Turguénev, El poder (1965), de Joaquín Calvo Sotelo, Divinas palabras y Luces de bohemia, de Valle-Inclán, La pequeña cabaña (1970), de André Roussin, Marta la piadosa (1973), de Tirso de Molina, Juegos de medianoche (1971), Las orejas del lobo (1980), estas dos últimas de Santiago Moncada y Mamá, quiero ser artista (1986), con Concha Velasco.

## Premios
- Premio Nacional de Teatro (1989).